# Hervormde kerk (Lopikerkapel)
De hervormde kerk in de Nederlandse plaats Lopikerkapel is een eenbeukig kerkgebouw met een verhoogd koor. De kerk dateert uit de 15e eeuw heeft sinds 1971 de status van rijksmonument. In 1950 vond een restauratie plaats. 
In de kerk bevindt zich een renaissancepreekstoel uit 1646 en een koperen lichtkroon uit de 17e eeuw. Het orgel dateert uit 1968 en is gebouwd door de Utrechtse orgelbouwer Firma J. de Koff, met gebruikmaking van een oudere kas.
Het mechanisch torenuurwerk met elektrische winding stamt uit circa 1927. De luidklok dateert uit 1682 en is gegoten door Gerhart Schimmel.
De kerk is in gebruik bij de Hervormde Gemeente te Lopikerkapel (PKN).

## Externe link

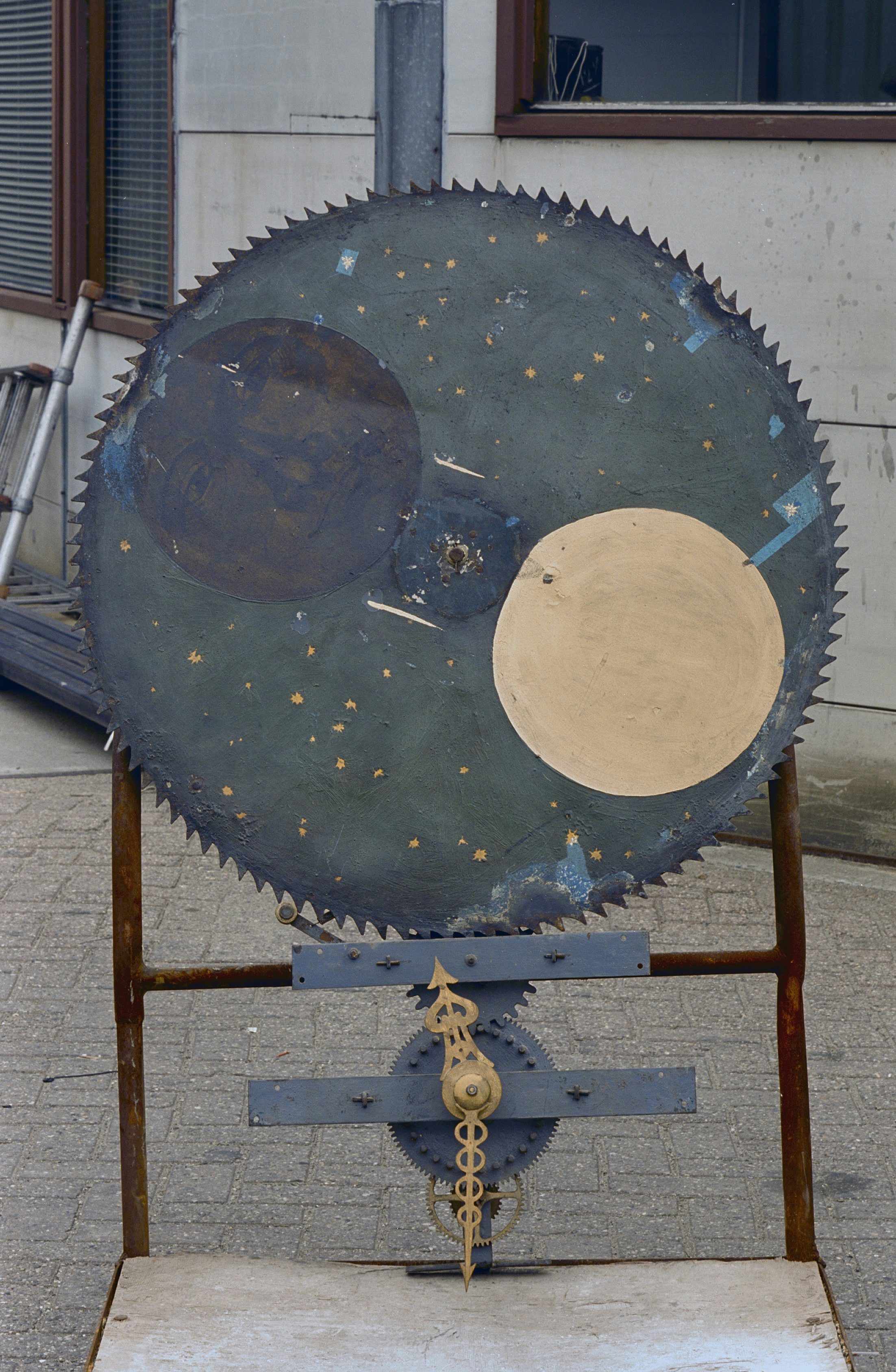
Uurwerk
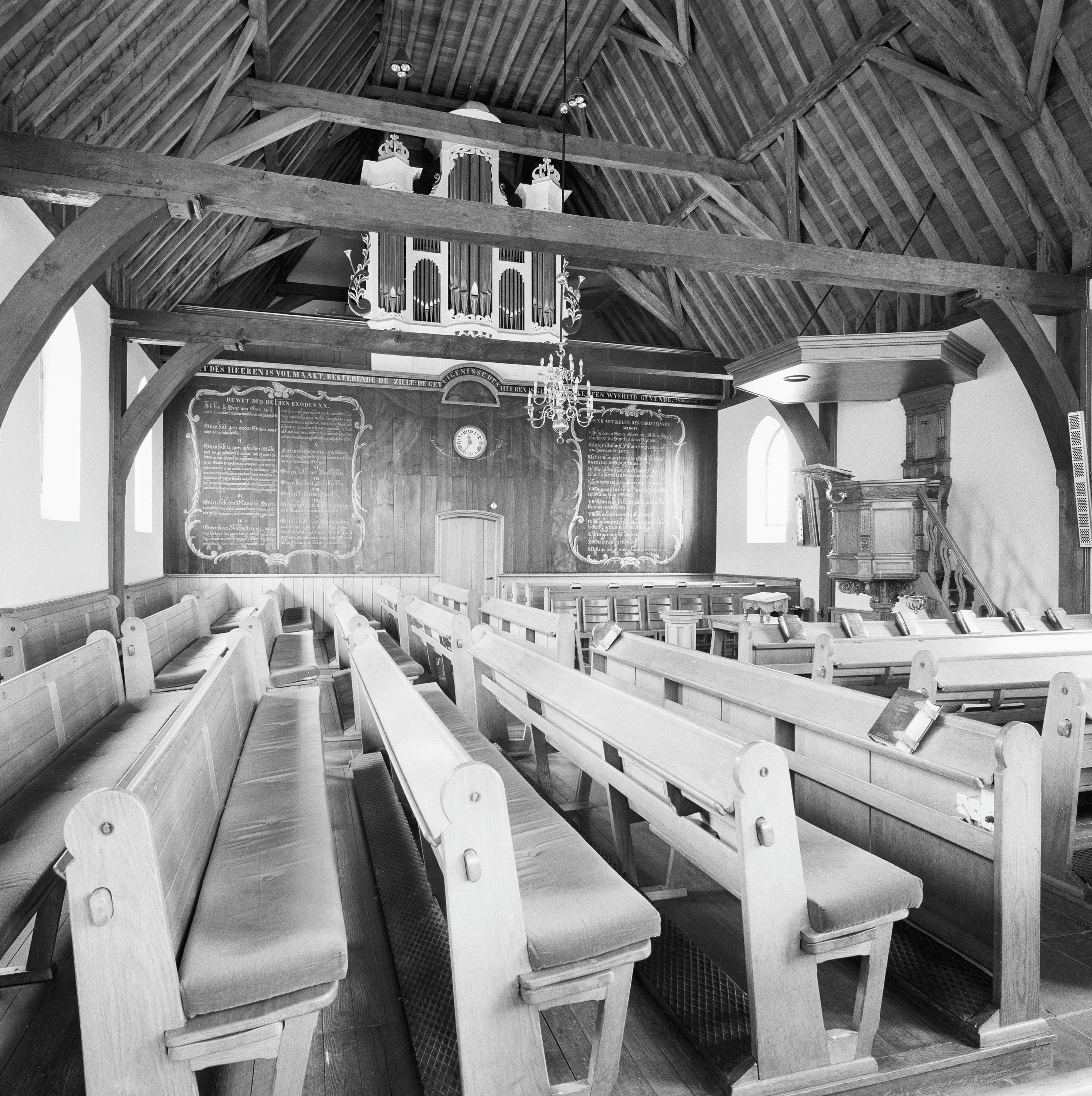
Interieur